# Rhigioglossa edentula
Rhigioglossa edentula är en tvåvingeart som först beskrevs av Christian Rudolph Wilhelm Wiedemann 1828.  Rhigioglossa edentula ingår i släktet Rhigioglossa och familjen bromsar. Inga underarter finns listade i Catalogue of Life.